# Dosirak

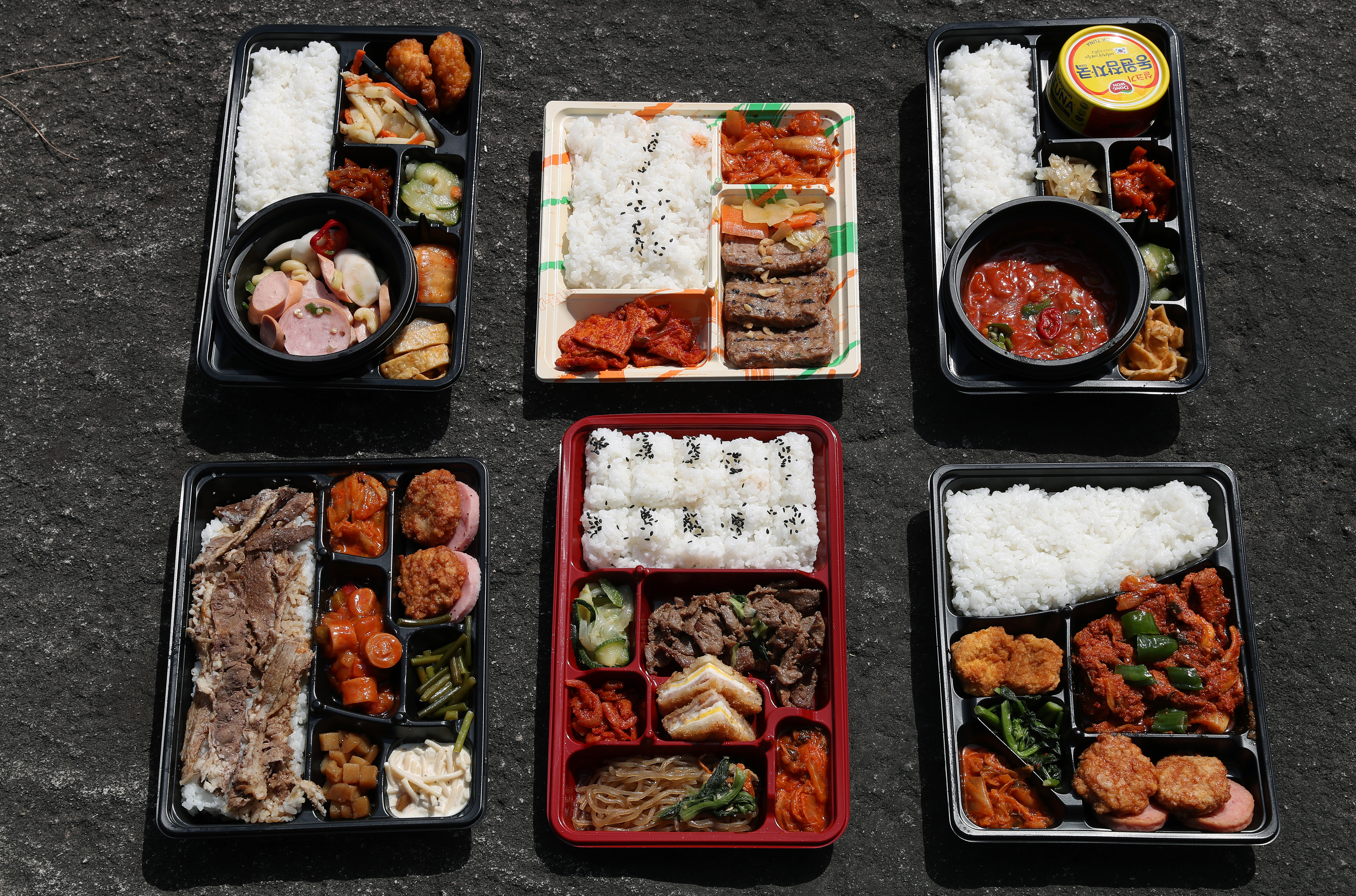
Una variedad de Dosirak (comida empaquetada)

El dosirak (Hangul: 도시락; Hanja: 道食樂), también conocido como gwakpap (Hangul: 곽밥; Hanja: 打包) se refiere a una comida empaquetada coreana, a menudo para el almuerzo. Suele consistir en bap (밥, arroz cocido) y varios banchan (guarniciones). Las fiambreras, también llamadas dosirak o dosirak-tong (caja de dosirak), suelen ser recipientes de plástico o de acero térmico con o sin compartimentos o gradas. El dosirak suele ser casero, pero también se vende en las estaciones de tren y en las tiendas de conveniencia.
El dosirak, en su versión actual, fue introducido en Corea durante la ocupación japonesa (1910-1945) por los japoneses, que llamaban a su variante de comida empaquetada bento (弁当, bentō), que a su vez procede del término chino biandang (便當, pinyin: biàndāng), que significa "conveniente" o "cómodo". Durante este periodo, la cocina coreana adoptó cocinas extranjeras, así como alimentos japoneses como el bento o el sushi enrollado en láminas de algas, popularizados en Corea con el nombre de gimbap.

## Variedades
El dosirak casero se suele empaquetar en fiambreras escalonadas que pueden separar el bap (arroz cocido) y el banchan (guarnición). La hilera de guk (sopa), si se incluye, suele mantenerse caliente gracias al aislamiento.  Los envases de plástico o de acero térmico son los más habituales, pero también se utilizan combinaciones de madera y laca, cerámica y bambú, así como otros materiales.
El Yennal-dosirak (옛날 도시락; "dosirak de antaño") consiste en bap (arroz), kimchi salteado, salchichas lavadas con huevo y fritas, huevos fritos y gim (algas marinas) rallado, normalmente envasado en una fiambrera rectangular de hojalata o plata alemana. Se agita con la tapa puesta, mezclando así los ingredientes antes de comer.
El gimbap-dosirak (김밥 도시락; "gimbap empaquetado"), hecho con gimbap en rodajas (rollos de algas), se suele empaquetar para los picnics.

## Galería

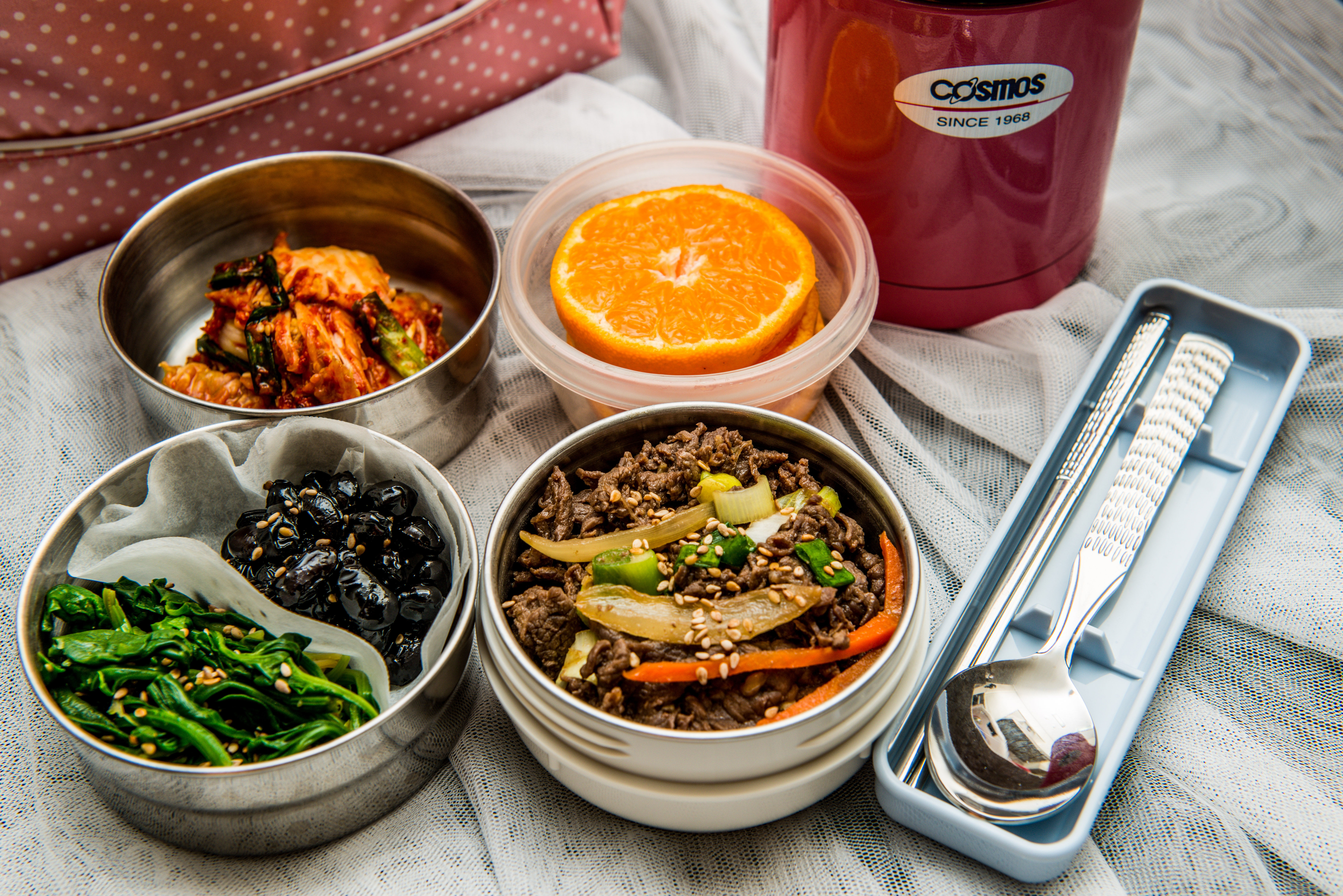
Dosirak casero
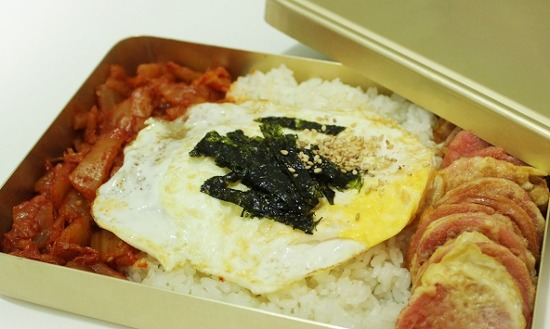
Yennal-dosirak (dosirak antiguo)
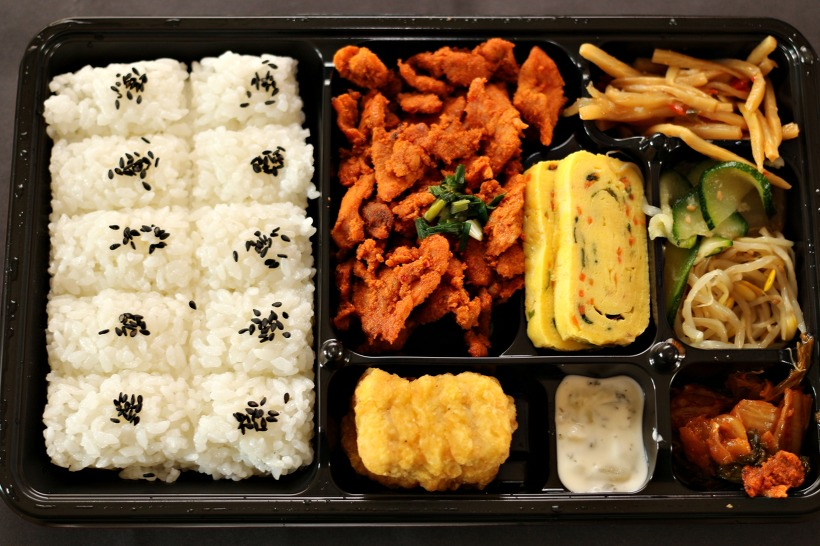
El Dosirak se vende en tiendas de conveniencia
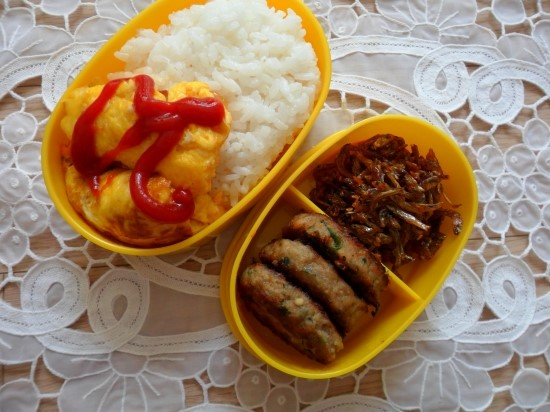
Dosirak simple en un recipiente de plástico
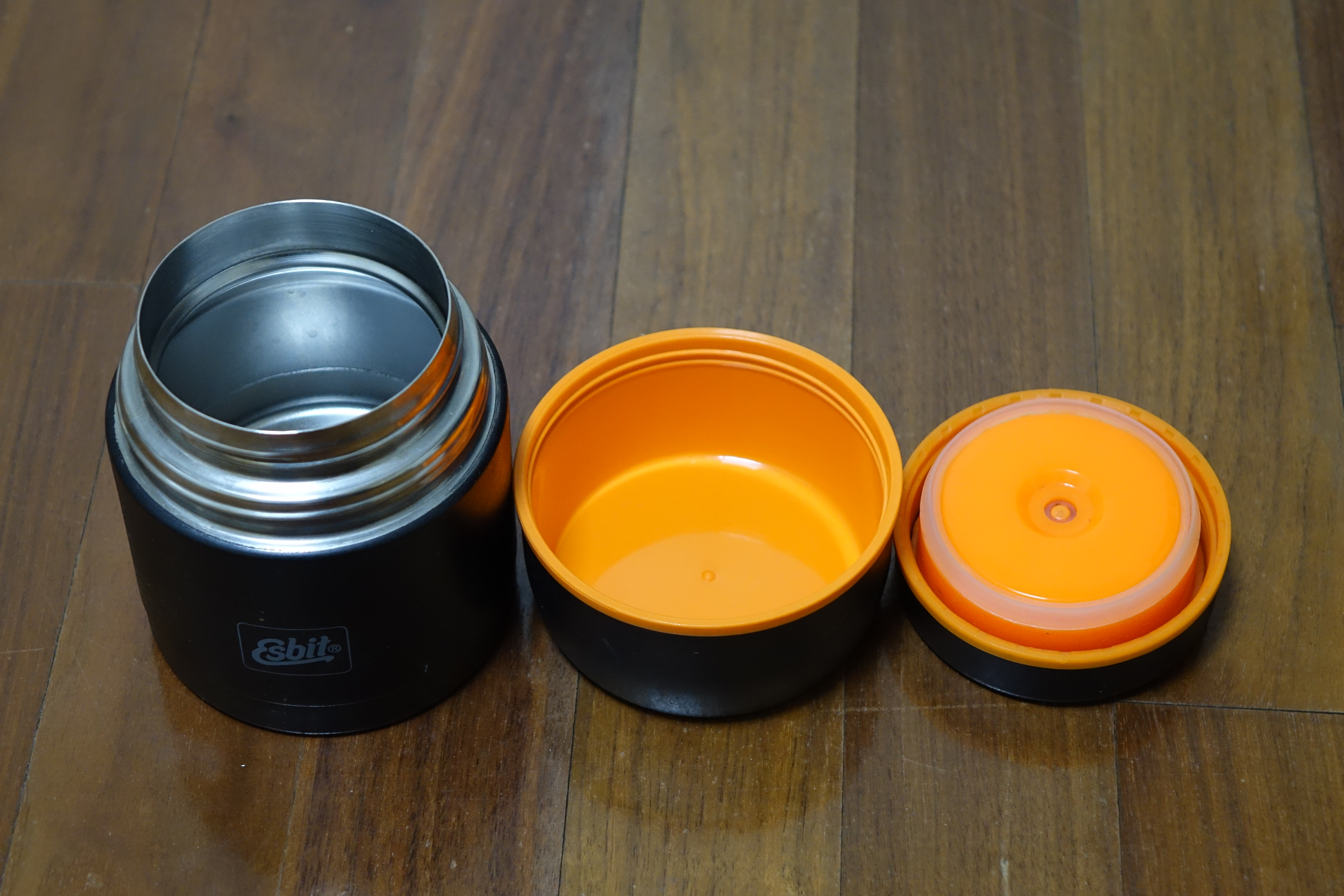
Caja térmica dosirak
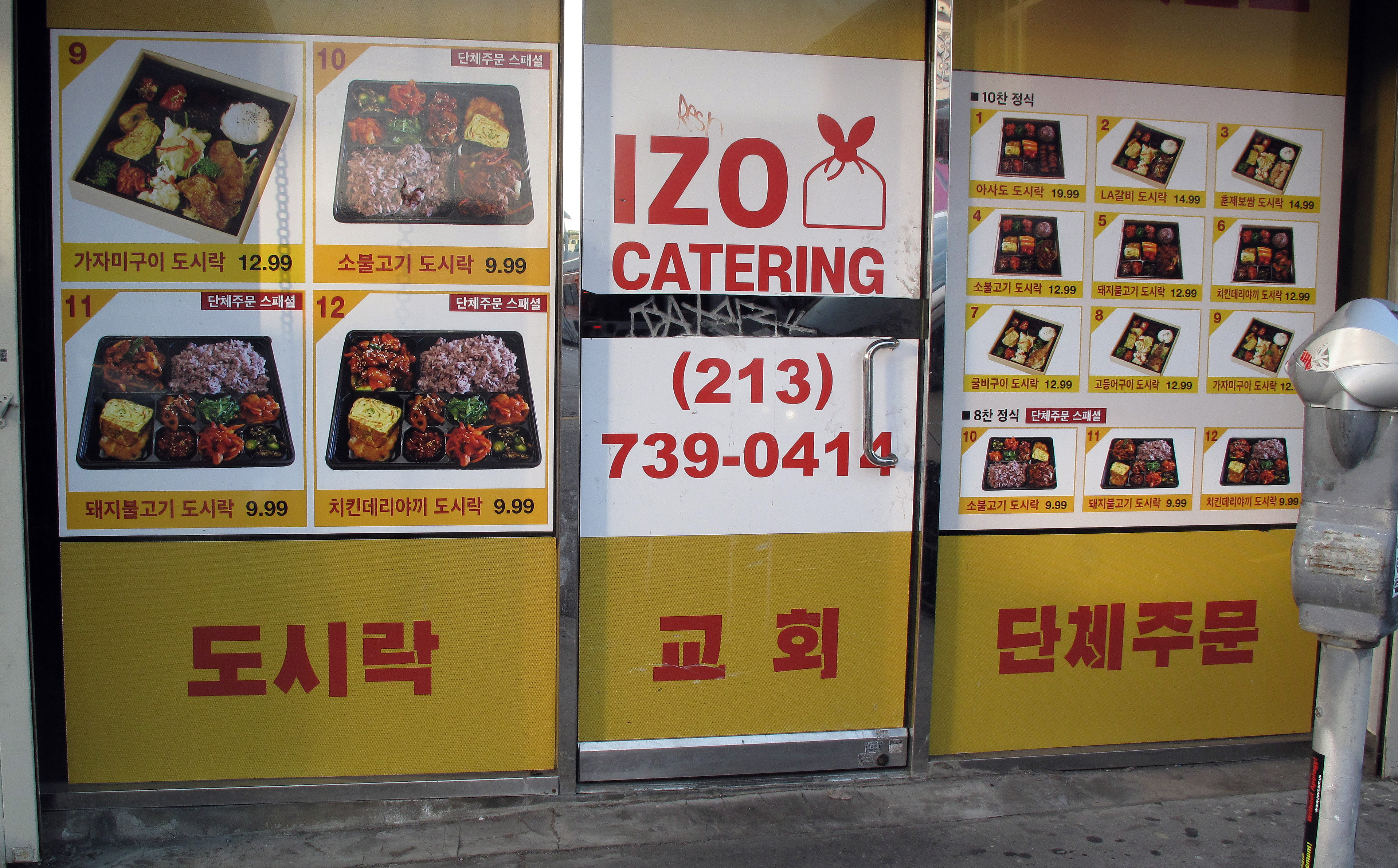
Escaparate de una empresa de catering, Koreatown, Los Ángeles